# سنگان (خواف)
سَنگان شهری در استان خراسان رضوی واقع در شهرستان خواف و مرکز بخش سنگان است که در فاصله ۳۰۰ کیلومتری مشهد و ۲۴ کیلومتری خواف قرار گرفته است. طبق گفتهٔ کارشناسان سنگان دارای بزرگ‌ترین معدن سنگ آهن در خاورمیانه می‌باشد و ازین رو به پایتخت سنگ آهن خاورمیانه معروف است. این شهر در گذشته سنجان نام داشته و پیشینهٔ تاریخی آن به دوران پیش از اسلام بازمی‌گردد همچنین نام این شهر در نوشته‌های تاریخدانان از جمله کتاب نزهت القلوب اثر حمدالله مستوفی آمده است. از سوغاتی‌های شهر سنگان می‌توان آبنبات مخصوص و پسته را نام برد. در بخش صنایع دستی تنورسازی، نمدمالی-نمدبافی و قالیچه بافی در این شهر وجود دارد که مواد اولیه آنها توسط دست‌اندرکاران این حرفه تولید می‌شود. این شهر در دامنه‌های جنوبی رشته‌کوه کوهسرخ قرار دارد.

## جمعیت
بر پایه سرشماری عمومی نفوس و مسکن در سال ۱۳۹۵ جمعیت این شهر ۱۲٬۴۴۳ نفر (در ۳٬۱۱۷ خانوار) بوده است.

## آب و هوا
آب و هوای کویری گرم و خشک ، تابستان گرم و سوزان با باد های موسمی صد و بیست روزه ، زمستان های سرد و خشک ، متوسط بارندگی 150 میلی متر در سال متوسط سرعت باد در این منطقه 50 کیلومتر در ساعت است .
ماکزیمم سرعت درجه حرارت 35 درجه سانتی گراد و مینیمم 11- درجه سانتیگراد ثبت شده است .

## کشاورزی
باغات سنگان در جنوب غربی این شهر واقع شده است ، کشاورزی در سنگان همانند سایر شهرهایی که در مناطق خشک واقع شده‌اند متکی به قنات است برای اشنایی بیشتر قنات یا کاریز در گذشته در مناطق خشک به منظور جبران کمبود آب برای کشاورزی و سایر مصارف حفر می شده است .
از محصولات کشاورزی سنگان میتوان به گندم ، جو ، پسته ، بادمجان ، زیره سبز ، سیر ، پیاز و سبزی(ریحان ، نعنا ، جعفری و ...) اشاره کرد .

## پیشینه[نیازمند منبع]
گفته می‌شود پس از حمله اعراب مسلمان به ایران و در هم شکستن امپراطوری ساسانی عده ای از زرتشتیان سنجان به هند مهاجرت کردند، باتوجه به منابع تاریخی این مهاجران ایرانی دو دسته بودند دسته ای از سنجان واقع در خراسان رضوی و دسته ای از شهر ساری واقع در استان مازندران به جزیره هرمز و از آنجا به هند مهاجرت کردند، کتاب قصه سنجان که نزد پارسیان هند به عنوان سند موثقی از تاریخ پیشینیانشان است گویای این روایت می‌باشد.

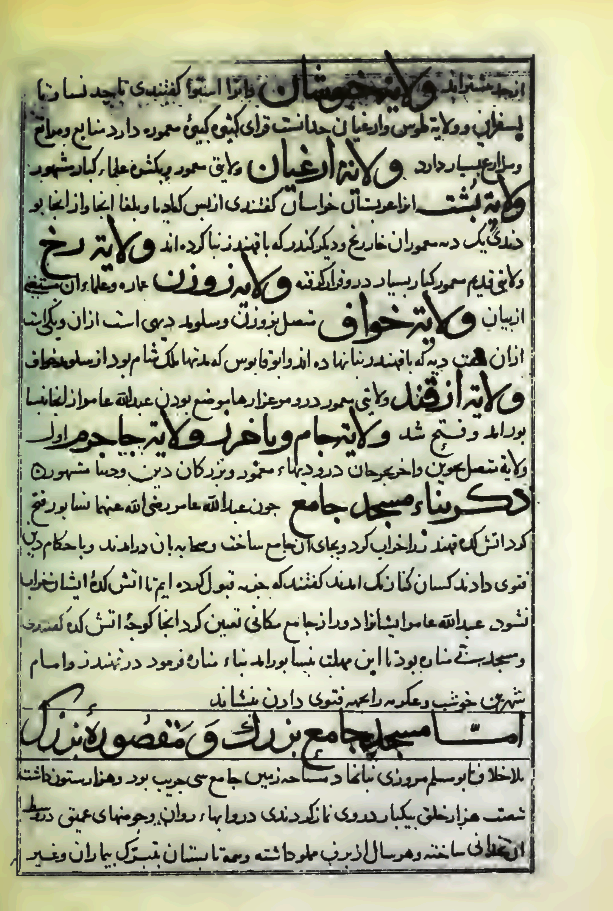
ولایت خواف در میان ولایت‌های ربع نیشابور در صفحه‌ای از نسخه خطی ترجمه کتاب تاریخ نیشابور الحاکم.

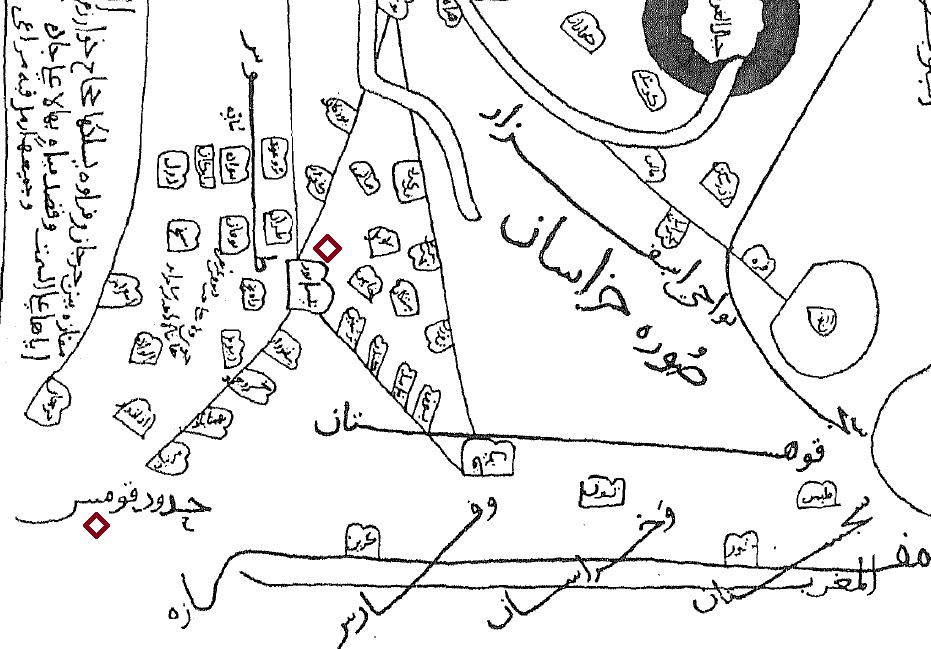
نام سنجان بر روی نقشه ابن حوقل در کتاب صورة الارض در قرن چهارم هجری

سنگان یا سنجان شهری باستانی که در ولایت خواف، ربع نیشابور، خراسان قرار داشته است.
حمدالله مستوفی در نزهت القلوب گفته است: 
سلامه، سنجان، زوزن از توابع خواف است که ملک زوزن در آنجا عمارت عالی بنا کرده است.

## سنگان عسلویه شرق کشور

### شرکت فولاد سنگان
شرکت صنایع معدنی فولاد سنگان در تاریخ ۱۳۹۴/۰۲/۰۲و تحت شماره ۵۴۲۹۶ در اداره کل ثبت شرکت‌های استان خراسان رضوی به ثبت رسیده است. این شرکت با هدف تولید پایدار بخشی ازگندله مورد نیاز شرکت فولاد مبارکه اصفهان، در نزدیکی معادن سنگ آهن سنگان تأسیس گردید. در حال حاضر واحد گندله سازی و کنسانتره سازی شرکت، هر کدام به ظرفیت تولید اسمی ۵ میلیون تن در حال تولید می‌باشد. امید است با تلاش و مجاهدت تلاشگران عرصه صنعت و معدن، شرکت فولاد سنگان به بزرگ‌ترین کارخانه تولید کنسانتره و گندله در شرق کشور تبدیل گردد.
شرکت اپال پارسیان سنگان
مجتمع سنگ آهن سنگان

## معدن
معادن سنگ آهن سنگان با دارا بودن ذخیره بیش از 1.2 میلیارد تن سنگ آهن تامین کننده خوراک مورد نیاز کارخانجات کنسانتره و گندله‌سازی شرکت‌های سرمایه‌گذار است .
معدن سنگان از 600-700 سال پیش با ابتدایی ترین ابزار ها مورد بهره‌بری قرار می‌گرفته که بقایای حفاری‌های به جای مانده در طول ادوار گذشته شاهد این مدعاست. 
این معدن قبل از سال 57 و پیروزی انقلاب اسلامی توسط شرکت ایران باریت در سال 1350 به شیوه ایجاد تونل مورد شناسایی و اکتشاف قرار گرفته و بعد از پیروزی انقلاب اسلامی در سال 62-63 مجددا مورد توجه قرار گرفت .
معدن سنگ آهن سنگان در استان خراسان رضوی در فاصله 46 کیلومتری جنوب شرقی شهرستان خواف و 58 کیلومتری جنوب شهرستان تایباد و 280 کیلومتری شهرستان مشهد قرار دارد.
سرمایه گذاران : اپال پارسیان ، مجتمع فولاد مبارکه( فولاد سنگان ) ، شرکت مجتمع صنایع و معدن احیاء سپاهان ، مجتمع فولاد خراسان ، فولاد شرق کاوه ، شرکت صنعتی و معدنی توسعه ملی .

## وجه تسمیه
سنگان بزرگترین ذخایر سنگ آهن با عیار 63 درصد را داراست که در خاورمیانه بینظیر است و میتوان وجه اسمی آن را همین دانست ، سنگ آهن که در گویش عامیانه محلی با حذف ه سنگان تلفظ می‌شود . سنگان در مکالمات اهالی و گویش محلی سنگو و سنگون تلفظ می‌شود .

## موقعیت جغرافیایی
سنگان در استان خراسان رضوی با مساحت 315 کیلومتر مربع با مرکزیت طول جغرافیایی 30 درجه و 60 درجه و عرض جغرافیایی 30 درجه و 34 درجه  واقع است و ارتفاع متوسط منطقه 1700 متر از سطح دریا می باشد. این شهر از سمت شمال با شهرستان تایباد از سمت جنوب با شهرستان قاینات از سمت غرب با جلگه زوزن و از سمت شرق با کشور افغانستان 123 کیلومتر مرز مشترک دارد .

## مراکز تفریحی و آثار تاریخی
مسجد جامع قدیم
این بنای تاریخی-مذهبی مربوط به دوره خوارزمشاهی است و شامل حیاط ورودی ، دو ایوان شرقی و غربی با پوشش سنتی و محلی بوده ، در ابتدا به صورت دو ایوان ساخته شده و در حال حاضر دارای یک ایوان در ضلع غربی و رواق های طرفین میباشد . اجزاء کتیبه و گنبد با ظرافت زیادی انجام شده و عناصر تزئینی زیادی در زمینه کتیبه وجود دارد که شباهت بسیاری به گچ بری های ساسانی دارد ، تزئینات آجری خاص این بنا به اشکال لوزی ، مثلث ، گل و برگ ، نیم دایره و ماکویی تراشیده شده است . به علت های متعدد زلزله ایوان مسجد به شکل ذوزنقه و رواق های تاب دار متمایل به طرفین در آمده است . مسجد جامع سنگان در تاریخ 20 مهر 1376 به شماره 1926 در فهرست آثار ملی به ثبت رسیده است .
مسجد گنبد
مسجد ابوبکر صدیق یا مسجد گنبد سنگان از مساجد کهن استان خراسان رضوی می‌باشد ، بنا و معماری این مسجد مربوط به دوره سلجوقیان است . مسجد گنبد در تاریخ 20 خرداد 1321 با شماره ثبت 360 به عنوان یکی از آثار ملی ایران به ثبت رسیده است .
آرامگاه دو برادر پیر دهقان
آرامگاه یکی دیگر اولیای سنگان واقع در جنوب شهر که از سال 1401  در دست ساخت و بازسازی قرار گرفته است . داستان دو برادر دهقان بر این قرار است که هر برادر به قدری شفقت و مهربانی داشته اند که در هنگام جمع آوری محصول از محصول خود برداشته و به خرمن برادر دیگر می افزوده اند تا اینکه به مقام اولیایی رسیده اند ، از تاریخ فوتشان اطلاعات دقیقی در دسترس نیست .
پارک ملت سنگان که در ورودی این شهر قرار گرفته است .
قلعه‌ی تاریخی
از 4 قلعه دوتای آن تخریب شده و دوتای دیگر سالم است
آسباد های سنگان
بنای برای استفاده صنعتی که نقش مهمی در زندگی و اقتصاد مردم ایفا کرده ، عمده ترین دلیل ساخت این سازه ها وزش باد های موسمی که به باد های ۱۲۰ روزه سیستان معروف است میباشد . گستردگی این بنا از خراسان رضوی و جنوبی تا سیستان و بلوچستان به صورت تکی و مجموعه ای می‌باشد . مجموعه آسباد های شهر سنگان در حال حاضر ۱۰ دستگاه می‌باشد که با مصالحی چون خشت ، گِل ، چوب و سنگ ساخته شده است . این سازه شامل دو طبقه میباشد ، پرخانه : درگاه ورودی باد و فضای نگهداری تیر ، چرخ ، پر و محور اصلی چرخش سنگ آسباد در فضای بالا به ارتفاع تقریبی ۷ متر ، آسخانه : محل آس کردن غلات(گندم و جو) لوازم ، ابزارکاربردی و کیسه‌هایی برای انباشت گندم و آرد و نگهداری آنها در فضای پایین با پوشش طاقی می‌باشد . این سازه های تاریخی در تاریخ ۱۳'۱۱'۱۳۸۸ با شماره ۲۹۰۶۸ در فهرست آثار ملی ایران به ثبت رسیده است .
مسجد سلطان شکربار
مربوط به دوره تیموریان است و در داخل شهر واقع شده ، در تاریخ ۱۲ بهمن ۱۳۸۱ با شمارهٔ ثبت ۷۴۹۵ به‌عنوان یکی از آثار ملی ایران به ثبت رسیده است .
یخدان سنگان
مربوط به دوره صفوی - دوره قاجار است ، این اثر در تاریخ ۲۲ مرداد ۱۳۸۴ با شمارهٔ ثبت ۱۳۲۱۳ به‌عنوان یکی از آثار ملی ایران به ثبت رسیده است .